# Barichneumon tamahonis
Barichneumon tamahonis là một loài tò vò trong họ Ichneumonidae.